# Hélène Cortin
Hélène Cortin (née le 7 février 1972 à Malo-les-Bains) est une rameuse d'aviron française, médaillée olympique et double championne du monde.

## Palmarès

### Jeux olympiques
- Médaille de bronze en deux de pointe sans barreur à Atlanta (1996), avec sa coéquipière Christine Gossé.
- 7e en quatre de pointe sans barreur à Barcelone (1992)

### Championnats du monde d'aviron
- Médaille d'or en deux de pointe sans barreur aux Championnats du monde d'aviron 1994 à Indianapolis
- Médaille d'or en deux de pointe sans barreur aux Championnats du monde d'aviron 1993 à Račice
- 6e en huit de pointe avec barreur aux Championnats du monde d'aviron 1991 à Vienne
- 7e en quatre de pointe sans barreur aux Championnats du monde d'aviron 1991 à Vienne

### Championnats de France d'aviron
- 4 titres en deux de pointe sans barreur aux Championnats de France de 1993, 1994, 1995 et 1996

## Distinctions honorifiques
Chevalier de l'Ordre national du Mérite et Médaille d'or du Ministère de la Jeunesse et des Sports.